# Дуарте (Каліфорнія)
Дуарте (англ. Duarte) — місто (англ. city) в США, в окрузі Лос-Анджелес штату Каліфорнія. Населення — 21 807 осіб (2022).

## Географія
Дуарте розташований за координатами 34°9′39″ пн. ш. 117°57′2″ зх. д. / 34.16083° пн. ш. 117.95056° зх. д. (34.160911, -117.950528).  За даними Бюро перепису населення США в 2010 році місто мало площу 17,33 км², уся площа — суходіл. Висота центру населеного пункту — 156 м над рівнем моря.
Місто межує з горами Сан-Габріель на півночі, на півночі та заході з містами Бредбері та Монровія, на півдні та сході з Ірвіндейлом і на сході з містом Азуса.

## Демографія

### Перепис 2010
Згідно з переписом 2010 року, у місті мешкала 21 321 особа в 7013 домогосподарствах у складі 4964 родин. Густота населення становила 1230 осіб/км².  Було 7254 помешкання (419/км²).
Расовий склад населення:
| - 51,9 % — білих - 15,8 % — азіатів - 7,4 % — чорних або афроамериканців - 0,8 % — корінних американців - 0,1 % — вихідців з тихоокеанських островів - 19,3 % — осіб інших рас |

До двох чи більше рас належало 4,6 %. Частка іспаномовних становила 47,8 % від усіх жителів.
За віковим діапазоном населення розподілялося таким чином: 22,2 % — особи молодші 18 років, 62,0 % — особи у віці 18—64 років, 15,8 % — особи у віці 65 років та старші. Медіана віку мешканця становила 39,9 року. На 100 осіб жіночої статі у місті припадало 89,6 чоловіків;  на 100 жінок у віці від 18 років та старших — 85,8 чоловіків також старших 18 років.
Середній дохід на одне домашнє господарство  становив 77 278 доларів США (медіана — 62 089), а середній дохід на одну сім'ю — 86 451 долар (медіана — 72 053). Медіана доходів становила 51 998 доларів для чоловіків та 41 882 долари для жінок. За межею бідності перебувало 15,5 % осіб, у тому числі 22,5 % дітей у віці до 18 років та 13,6 % осіб у віці 65 років та старших.
Цивільне працевлаштоване населення становило 9985 осіб. Основні галузі зайнятості: освіта, охорона здоров'я та соціальна допомога — 27,1 %, роздрібна торгівля — 13,5 %, науковці, спеціалісти, менеджери — 11,5 %.

### Перепис 2000
За даними перепису 2000 року, населення Дуарті становить 21 782 осіб. Густота населення дорівнює 1 241,9 осіб на км². Расовий склад такий: 52,02% білих, 12,62% азіатів, 9,08% афроамериканців, 0,94% корінних американців, 0,11% жителів тихоокеанських островів, 19,99% інших рас.
Віковий склад вийшов наступним: 28,2% — молодше 18 років; 8,5% — від 18 до 24 років; 29,6% — з 25 до 44 років; 21,8% — від 45 до 64 років; 11,9% — 65 років та старше. Середній вік склав 34 років. На кожні 100 жінок припадає 90,9 чоловіків. На кожні 100 жінок віком 18 років та старше припадало 85,8 чоловіків.

## Транспорт
Місто Дуарте розташоване на шосе US 66, Яке проходить по центру міста.